# San-Gavino-di-Fiumorbo
San-Gavino-di-Fiumorbo (korsisch San Gavinu di Fiumorbu; italienisch San Gavino di Fiumorbo) ist eine Gemeinde im französischen Département Haute-Corse auf der Mittelmeerinsel Korsika. Sie gehört zum Kanton Fiumorbo-Castello im Arrondissement Corte. Sie grenzt im Norden an Isolaccio-di-Fiumorbo, im Osten und Süden an Serra-di-Fiumorbo, im Süden an Chisa (Berührungspunkt), im Südwesten an Cozzano und im Westen an Palneca. Das Siedlungsgebiet liegt auf 460 Metern über dem Meeresspiegel. Die Bewohner nennen sich Sangavinacci.

## Bevölkerungsentwicklung
| Jahr      | 1962 | 1968 | 1975 | 1982 | 1990 | 1999 | 2008 | 2012 |
| --------- | ---- | ---- | ---- | ---- | ---- | ---- | ---- | ---- |
| Einwohner | 280  | 301  | 293  | 279  | 207  | 209  | 182  | 157  |

## Sehenswürdigkeiten
- Kirche Saint-Antoine-Abbé aus dem 17. Jahrhundert

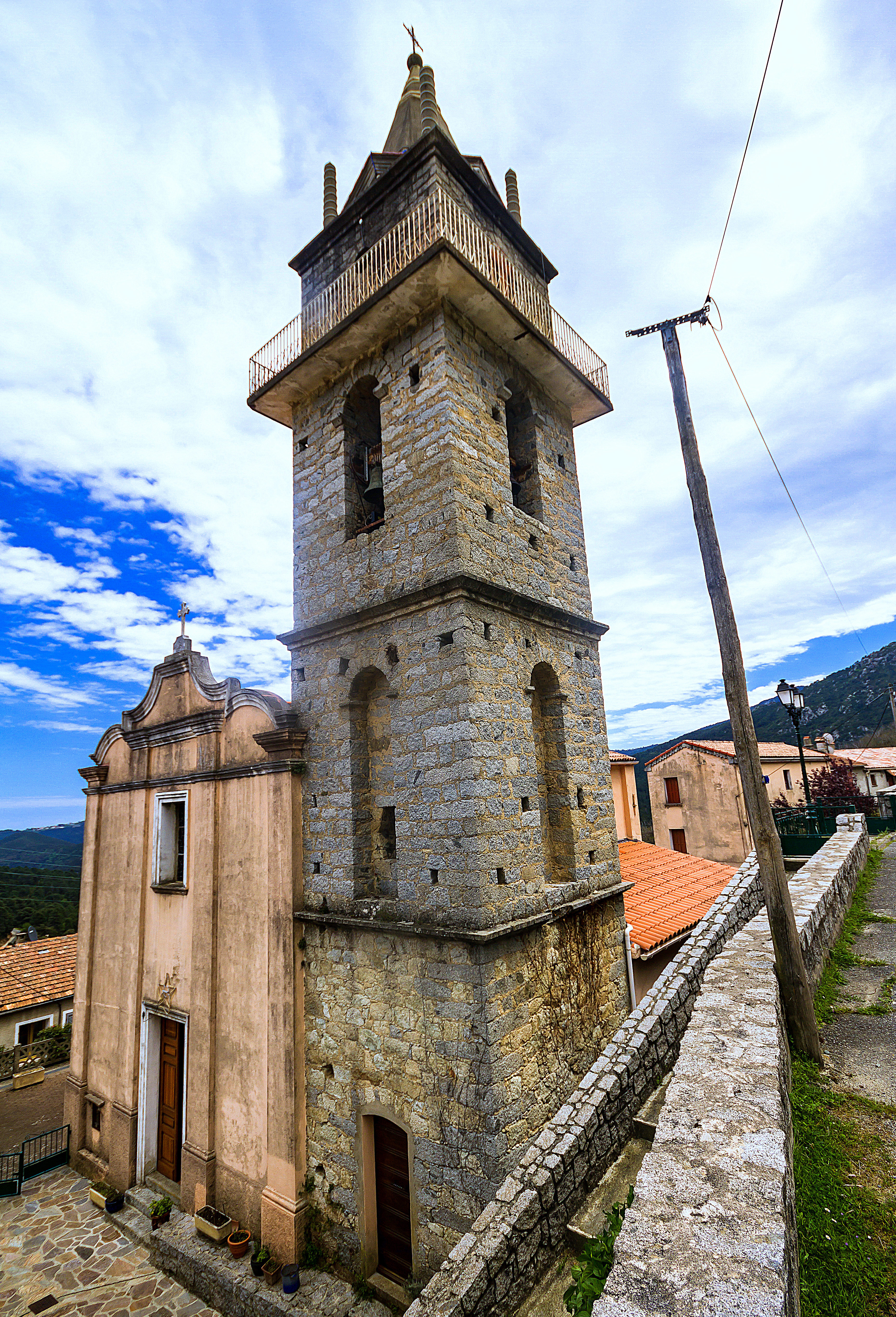
Kirche Saint-Antoine-Abbé